# Vireo chivi
El vireo chiví (Vireo chivi), también denominado chiví (en Uruguay), chiví común (en Argentina y Paraguay), chiví-chiví (en Argentina) o julián chiví (en Venezuela), es una especie de ave paseriforme de la familia Vireonidae perteneciente al numeroso género Vireo, anteriormente tratada como un grupo de subespecies de Vireo olivaceus. Es nativo de América del Sur. 

## Distribución y hábitat
El grupo V. chivi/diversus se distribuye en el centro de Perú, sur, sureste y centro oeste de Brasil, este de Bolivia, Paraguay, Uruguay y noreste de Argentina (al sur hasta San Luis, Córdoba, Santa Fe y norte de Buenos Aires); migra durante la temporada no reproductiva hasta el este de Colombia, sur de Venezuela y centro norte de Brasil (al sur del río Amazonas). El grupo de subespecies agilis es residente en Colombia, Ecuador, norte de Perú, Brasil amazónico, Venezuela, Trinidad y Tobago, Guyana, Surinam, Guayana francesa, y litoral del noreste brasileño. Registrado como divagante en Chile.
Es ampliamente diseminado y generalmente común en una variedad de hábitats boscosos, principalmente abajo de los 1500 m s. n. m. de altitud; anida hasta los 2000 m de altitud en los valles andinos del sur de Perú y Bolivia.

## Sistemática

### Descripción original
La especie V. chivi fue descrita por primera vez por el naturalista francés Louis Pierre Vieillot en 1817 bajo el nombre científico Sylvia chivi; la localidad tipo es «oeste de Paraguay.»

### Etimología
El nombre genérico masculino «Vireo» deriva del latín «vireo, vireonis»: pequeño pájaro verde migratorio, tal vez la hembra de oropéndola europea (Oriolus oriolus), pero también identificado con el verderón común (Chloris chloris), y el nombre de la especie «chivi» proviene del nombre onomatopéyico chivi-chivi dado por Vieillot, en francés ‘Fauvette chivi’.

### Taxonomía
La presente especie, compuesta de los grupos de subespecies: Vireo chivi chivi/diversus, migratorio dentro de América del Sur en los inviernos australes y V. chivi (grupo agilis), residente, eran anteriormente tratados como subespecies de V. olivaceus, es actualmente considerada como una especie separada por diversos autores y clasificaciones, como el Congreso Ornitológico Internacional (IOC), y Clements Checklist/eBird. y el Comité Brasileño de Registros Ornitológicos (CBRO)
Los estudios de Slager et al. (2014) y Battey & Klicka (2017) sugieren que el ampliamente definido complejo vireo ojo rojo V. olivaceus podría ser polifilético, con V. olivaceus distante de V. chivi, y esta última más próxima de los caribeños Vireo altiloquus y V. magister, por lo tanto, tratarse de más de una especie. El Comité de Clasificación de Sudamérica (SACC) aprobó la separación en dos especies en la Propuesta N° 907.
Estos grupos de subespecies neotropicales, aparentemente divergieron de V. olivaceus solamente 370 000 años atrás (mientras Vireo flavoviridis y V. olivaceus divergieron entre 4-6 millones de años atrás); la hipótesis es que el “grupo chivi” de subespecies surgió de individuos migrantes invernales desde América del Norte que fallaron en regresar al norte en la primavera, y en una situación donde la migración es ampliamente desnecesaria, la consecuente mezcla de genes de diferentes poblaciones es reducida, por lo tanto favoreciendo una mayor subespeciación de las poblaciones neotropicales. Se requieren más estudios de algunas subespecies residentes sudamericanas, que parecen tener vocalizaciones diferentes, antes de que la materia pueda ser resuelta.

### Subespecies
Según las clasificaciones del IOC y Clements Checklist/eBird se reconocen nueve subespecies, con su correspondiente distribución geográfica:
- Grupo politípico agilis:

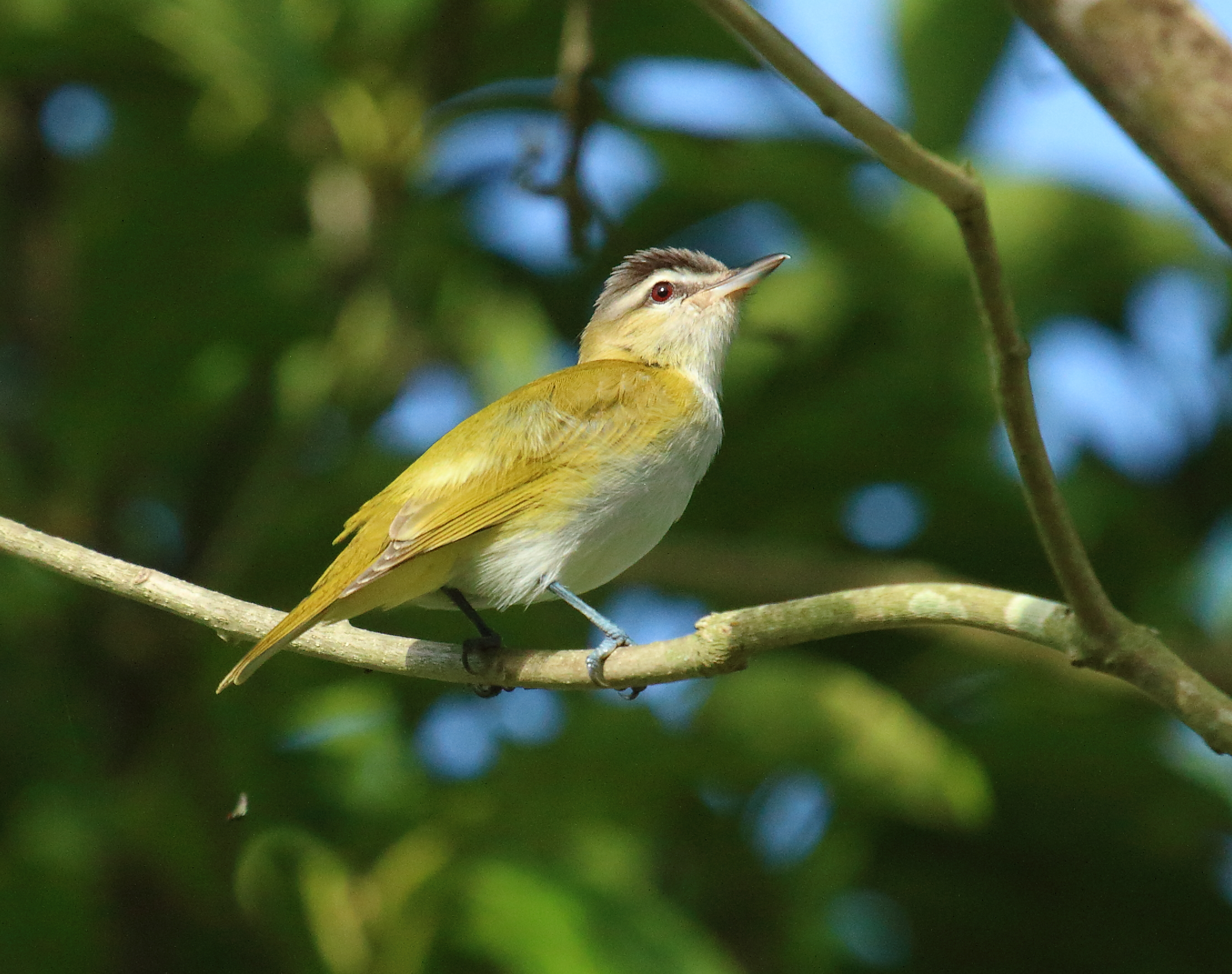
Vireo chivi vividior en Trinidad.

- - Vireo chivi caucae (Chapman, 1912) - oeste de Colombia (costa del Pacífico en Juradó, pendiente occidental de los Andes occidentales, y valles del alto río Patía y alto río Cauca).
  - Vireo chivi griseobarbatus (Berlepsch & Taczanowski, 1884) - oeste de Ecuador y noroeste de Perú.
  - Vireo chivi pectoralis J.T. Zimmer, 1941 - norte de Perú (medio valle del río Marañón).
  - Vireo chivi solimoensis Todd, 1931 - este de Ecuador, noreste de Perú, y oeste de Brasil (hacia el este hasta el bajo río Negro, hacia el sur hasta los altos ríos Juruá y Purús).
  - Vireo chivi vividior Hellmayr & Seilern, 1913 - Colombia (al sur hasta Meta), Venezuela, las Guayanas, extremo norte de Brasil, y Trinidad.
  - Vireo chivi tobagensis Hellmayr, 1935 - Tobago.
  - Vireo chivi agilis (Lichtenstein, 1823) - este de Brasil (al este desde cerca de Faro en la orilla norte del río Amazonas y, en la orilla sur, desde el río Madeira) al sur hasta Río de Janeiro.

- Grupo politípico chivi/diversus

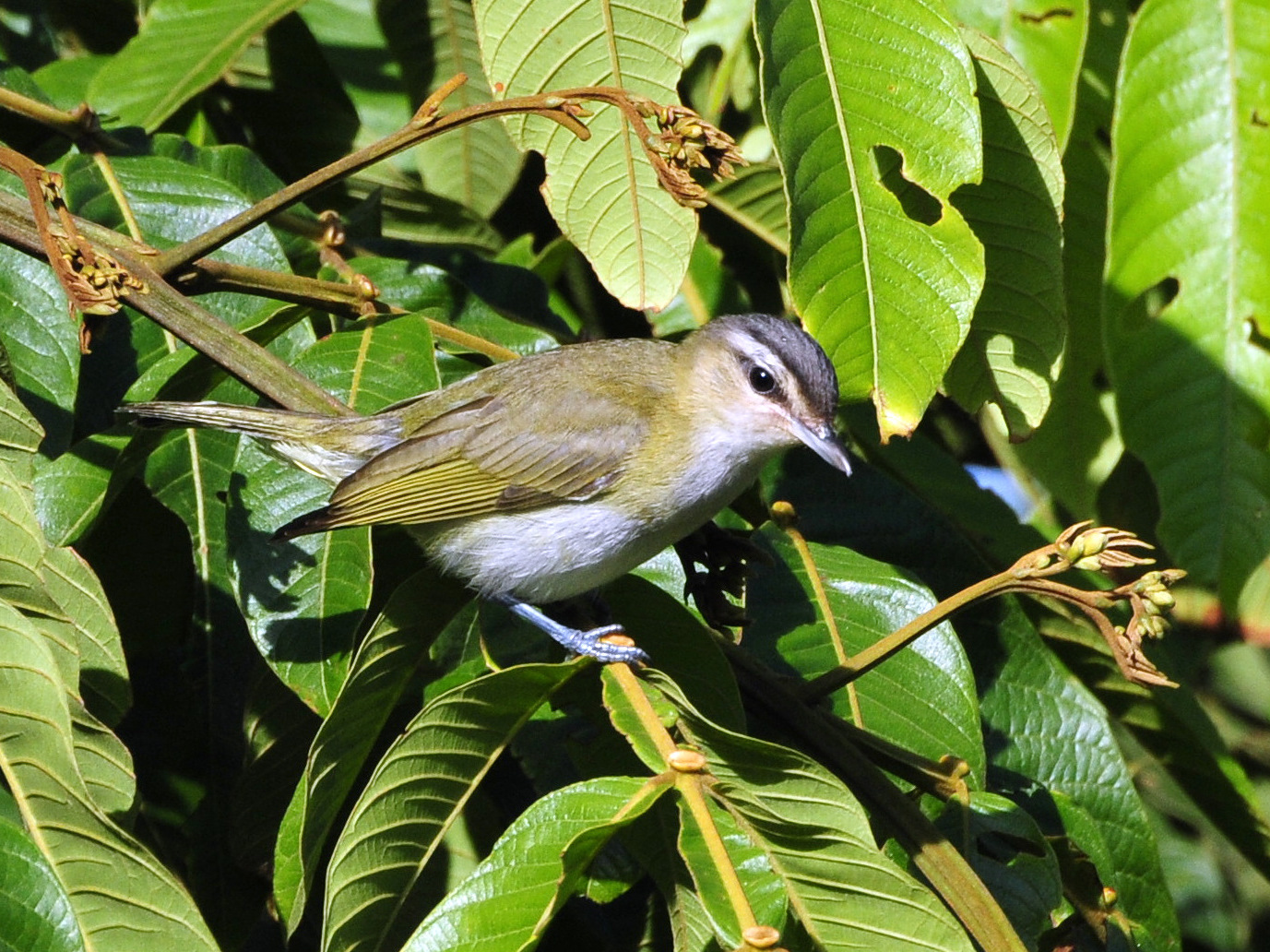
Vireo chivi diversus en Ubatuba, São Paulo, Brasil.

- - Vireo chivi diversus J.T. Zimmer, 1941 - este de Paraguay, sureste de Brasil y Uruguay.
  - Vireo chivi chivi (Vieillot, 1817) - centro de Perú, centro oeste de Brasil, este de Bolivia, oeste de Paraguay y noreste de Argentina (al sur hasta San Luis, Córdoba, Santa Fe y norte de Buenos Aires); migra durante la temporada no reproductiva hasta el este de Colombia, sur de Venezuela y centro norte de Brasil (al sur del río Amazonas).